# 神田東紺屋町
神田東紺屋町（かんだひがしこんやちょう）は、東京都千代田区の町名。住居表示は未実施。「丁目」の設定のない単独町名である。

## 地理
千代田区の北東部に位置し、神田地域に属する。町域北部は、神田東松下町に接する。東部は昭和通りに接し、これを境に岩本町に接する。南端は神田紺屋町（2町域に分かれたうちの南部）に接する。西部は神田北乗物町・神田紺屋町（2町域に分かれた内の北部）に接する。神田東紺屋町は神田駅東口方面の商業地の一角を占める。

## 歴史
江戸時代、この界隈は、町人と武士の屋敷が混在している地域であった。この辺りにあったのは、神田紺屋町三丁目（かんだこんやちょうさんちょうめ）、神田紺屋町一丁目代地、本銀町会所屋敷（ほんしろがねちょうかいしょやしき）、神田佐柄木町（かんださえきちょう）代地、永富町二丁目（ながとみちょうにちょうめ）代地といった町々であった。1869年（明治2年）、これらの町が合併して「東紺屋町」となる。1872年（明治5年）には、町の北側にあった、江戸時代前期から続く武家地の一角も編入されている。通称「お玉が池」と呼ばれていた。「紺屋」という町名は、江戸時代から明治時代にかけて、紺屋頭（がしら）の拝領地であり、藍染（あいぞめ）職人が住んでいて、染物業が盛んであったことに由来している。
1947年（昭和22年）、神田区と麹町区が合併して千代田区が成立すると、町名の頭に「神田」が付き、神田東紺屋町となる。その後、1965年（昭和40年）の住居表示の実施に伴って、神田東紺屋町の一部は神田松枝町（かんだまつえだちょう）、神田大和町（かんだやまとちょう）、神田東松下町（かんだひがしまつしたちょう）の一部、神田元岩井町（かんだもといわいちょう）の一部と合併して、岩本町二丁目となり、現在に至る。

## 世帯数と人口
2025年（令和7年）3月1日現在（千代田区発表）の世帯数と人口は以下の通りである。
- 世帯数 : 57世帯
- 人口 : 65人

### 人口の変遷
国勢調査による人口の推移。
| 年                 | 人口 |
| ------------------ | ---- |
| 1995年（平成7年）  | 27   |
| 2000年（平成12年） | 23   |
| 2005年（平成17年） | 25   |
| 2010年（平成22年） | 51   |
| 2015年（平成27年） | 47   |
| 2020年（令和2年）  | 61   |

### 世帯数の変遷
国勢調査による世帯数の推移。
| 年                 | 世帯数 |
| ------------------ | ------ |
| 1995年（平成7年）  | 6      |
| 2000年（平成12年） | 7      |
| 2005年（平成17年） | 12     |
| 2010年（平成22年） | 37     |
| 2015年（平成27年） | 40     |
| 2020年（令和2年）  | 51     |

## 学区
区立小・中学校に通う場合、学区は以下の通りとなる（2017年8月現在）。なお、千代田区の中学校では学校選択制度を導入しており、区内全域から選択することが可能。
- 区域 : 全域
  - 小学校 : 千代田区立千代田小学校
  - 中学校 : 千代田区立麹町中学校 または 千代田区立神田一橋中学校

## 交通
地内に鉄道駅はないが、町域西部では神田駅、南部では総武快速線・新日本橋駅が、東部では東京メトロ日比谷線・小伝馬町駅がそれぞれ利用可能である。

## 事業所
2021年（令和3年）現在の経済センサス調査による事業所数と従業員数は以下の通りである。
- 事業所数 : 48事業所
- 従業員数 : 341人

### 事業者数の変遷
経済センサスによる事業所数の推移。
| 年                 | 事業者数 |
| ------------------ | -------- |
| 2016年（平成28年） | 19       |
| 2021年（令和3年）  | 48       |

### 従業員数の変遷
経済センサスによる従業員数の推移。
| 年                 | 従業員数 |
| ------------------ | -------- |
| 2016年（平成28年） | 113      |
| 2021年（令和3年）  | 341      |

## 施設
- 日本メナード化粧品東京支社[16][17]

## その他

### 日本郵便
- 郵便番号 : 101-0034[4]（集配局 : 神田郵便局[18]）。